# Гуляев, Владислав Иванович
Владислав Иванович Гуляев (31 мая 1937, с. Усово, Маслянский район (ныне Сладковский), Тюменская област, РСФСР — 19 апреля 1990, д. Леониха Щёлковский район, Московская  область) — космонавт-испытатель, 2-й набор в отряд ЦПК ВВС (1963 год), сотрудник Центра подготовки космонавтов имени Ю. А. Гагарина. Полковник-инженер. Имя занесено в книгу «Советские и российские космонавты». Опыта космических полетов не имел.

## Биография

### Образование
В 1954 году окончил среднюю школу № 54 в Омске. Затем поступил в Ленинградское военно-морское училище инженеров вооружения (ВВМУИО) в Кронштадте. Он окончил его в 1959 году по специальности «инженер приборов управления стрельбой».
Окончив училище был направлен в распоряжение Министерства обороны СССР, служил в частях Ракетных войск стратегического назначения. С 22 сентября 1959 года служил начальником расчета команды по испытаниям центральных блоков 1-й части в в/ч 43189 РВСН в 7-м отдельном гвардейском ракетном корпусе в Омске.
С 1960—1961 годы служил инженером баллистической расчётной группы подготовки исходных данных в в/ч 34158 РВСН.

### Служба в Центре подготовки космонавтов
В 1962 году пройдя медицинское обследование в Центральном военном научно-исследовательском авиационном госпитале (ЦВНИАГ) и получив допуск Центральной врачебно-летной экспертной комиссии, Приказом Главкома ВВС № 14 от 10 января 1963 года был зачислен в Центр подготовки космонавтов ВВС (ЦПК) слушателем-космонавтом.
С 23 января 1965 года был назначен на должность космонавта 2-го отряда и проходил подготовку на специальном многоместном военно-исследовательском пилотируемом космическом корабле Союз 7К-ВИ (программа «Звезда́».)
В 1967 году во время отдыха в санатории ВВС «Чемитоквадже» получил черепно-мозговую травму и перелом шейного позвонка, ныряя в воду, в связи с этим 6 марта 1968 года был отчислен из отряда космонавтов по состоянию здоровья.
С 1968 года работал методистом по космическим тренировкам, в должности помощника Начальника 3-го отдела Центра подготовки космонавтов.
С 10 октября 1968 года служил Старшим инструктором-испытателем специальных средств жизнеобеспечения и спасения 3-го отдела Центра подготовки
космонавтов имени Ю. А. Гагарина.
С 30 апреля 1969 года занимал должность заместителя Начальника 1-го отдела, ведущего инженера-испытателя 1-го управления Центра подготовки
космонавтов имени Ю. А. Гагарина.
3 марта 1972 года был назначен начальником 1-го отдела 1-го управления Центра подготовки космонавтов.
В период с 30 апреля 1974 года по июль 1977 года был заместителем Начальника 1-го управления ЦПК по научно-исследовательской и испытательной работе.
28 октября 1987 года был уволен из Вооруженных Сил СССР в отставку.

## Воинское звание
- Инженер-лейтенант (30.07.1959)
- Инженер-старший лейтенант (28.11.1960)
- Инженер-капитан (19.09.1963)
- Инженер-майор (30.12.1966)
- Инженер-подполковник (03.02.1971)
- Полковник-инженер (03.05.1976).

## Смерть
Умер 19 апреля 1990 года от острой сердечной недостаточности. Похоронен на кладбище деревни Леониха, Щёлковского района, Московской области, недалеко от Звёздного городка.